# سيرو ماشين
سيرو ماشين بالاسبانية (Cerro Machín) هو بركان في كولومبيا يقع في جبال الأنديز في مقاطعة توليما يقدر ارتفاعه بـ 2 750 متر. ويعود تاريخ ثورانه الأخير إلى عام 1180م، لكنه يحافظ على النشاط الزلزالي المشهود في المنطقة منذ عام 2004م مما يجعله من أخطر البراكين في كولومبيا.

## الجغرافيا

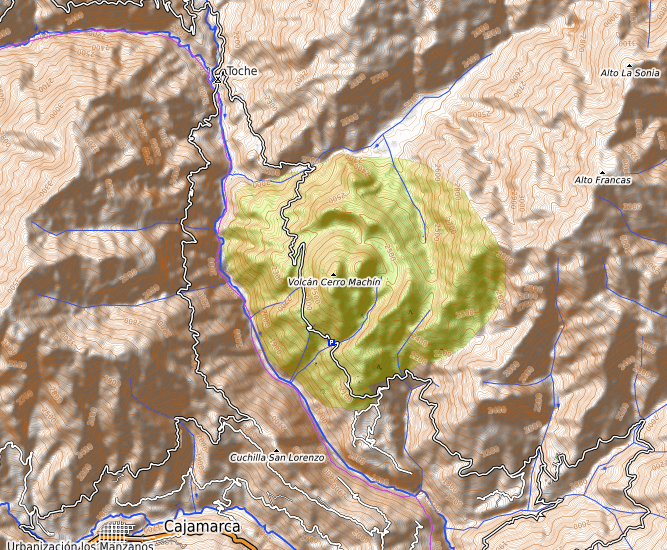
الخريطة الطبوغرافية.

يقع سيرو ماشين في سلسلة الجبال الوسطى في جبال الأنديز الكولومبية. وترتفع قمته في بلدية إيباغوي عاصمة مقاطعة توليما، وتقع القمة على بعد 17 كيلومتر غرب المدينة.

### الإرتفاع
يقدر ارتفاع سيرو ماشين بنحو 2 750 متر .

### تاريخ النشاط
اكتسب سيرو ماشين مؤخرًا بعض السمعة السيئة، بسبب النشاط الزلزالي غير المعتاد داخل الصرح البركاني وما حوله.  وقد تم تسجيل هذا النشاط منذ أواخر عام 1998م، وتزايد بشكل ملحوظ منذ ذلك الحين،  ففي ديسمبر 2007م سجل العلماء وقوع 381 زلزالًا منخفض الشدة، وفي عام 2008م وقعت 492 هزة، وفي فبراير من نفس السنة 162 هزة وفي أبريل 747 هزة، وفي ماي 437 هزة.
وينشأ جزء كبير من هذه الزلازل الصغيرة بسبب تمزق الهياكل الجيولوجية الموجودة في البركان، ويعد العلماء هذا النشاط الزلزالي مقلق بشأن مستقبل المنطقة ؛ وتم تصنيف البركان على أنه الأخطر حاليا في كولومبيا من حيث النشاط المرتقب. 

## الدراسات العلمية
نظرا لأهميته وخطورته المحتملة عرف بركان سيرو ماشين مجموعة من الدراسات العلمية لعل أهمها :
● النظام الحراري المائي لبركان سيرو ماشين (كولومبيا): إشارات ماجماتية جديدة تم رصدها خلال الفترة 2011-2013م. 
● دراسات الجاذبية في بركان سيرو ماشين، كولومبيا.
●البلورات والشوائب المنصهرة تسجل تخزينًا عميقًا للماغما الفائقة للماء قبل أكبر ثوران معروف لبركان سيررو ماشين في كولومبيا.
●جيوكيمياء المصادر المعدنية والحرارية لمجمع سيرو برافو البركاني – سيرو ماشين، كولومبيا.
●تقييم شامل للمخاطر البركانية في سيرو ماشين، كولومبيا.
●القيود الصخرية المفروضة على تخزين ونقل الصهارة تحت بركان سيررو ماشين (كولومبيا): بركان يظهر علامات الاضطراب.

## السياحة
إن سيرو ماشين يعد وجهة سياحية فريدة في كولومبيا، حيث يجمع بين الجمال الطبيعي والتاريخ الجيولوجي . وهو ما يدفع بعض الزوار لزيارة المنطقة سنويا ؛ كما تنظم دولة كولومبيا رحلات سياحية مقننة للراغبين في زيارة وإكتشاف المنطقة.